# D900 (Pyrénées-Orientales)
De D900 is een departementale weg in het Zuid-Franse departement Pyrénées-Orientales. De weg loopt van de grens met Aude via Narbonne en Le Boulou naar de grens met Spanje. In Aude loopt de weg als D6009 verder naar Narbonne en Clermont-Ferrand. In Spanje loopt de weg verder als N-II naar Figueres en Barcelona.

## Geschiedenis
Oorspronkelijk was de D900 onderdeel van de N9. In 2006 werd de weg overgedragen aan het departement Pyrénées-Orientales, omdat de weg geen belang meer had voor het doorgaande verkeer vanwege de parallelle autosnelweg A9. De weg is toen omgenummerd tot D6009.